# 그라시오사섬

그라시오사섬 위치

그라시오사섬(La Graciosa)은 스페인 카나리아 제도에 위치한 섬이다.